# Barovier & Toso
Pour les articles homonymes, voir Toso.
Barovier & Toso est une entreprise italienne spécialisée dans la verrerie de Murano (Venise). Elle a toujours été détenue et dirigée par la famille Barovier. Fondée en 1295, son histoire est liée à celle de la république de Venise.
Barovier & Toso est, jusqu'en 2015, la cinquième entreprise familiale la plus ancienne du monde et étant toujours en activité.

## Métiers
Elle conçoit et fabrique des articles de luxe en verre, en particulier en cristal de Venise. Elle dessine ses modèles. Elle commercialise elle-même ses produits à travers le monde.

## Historique

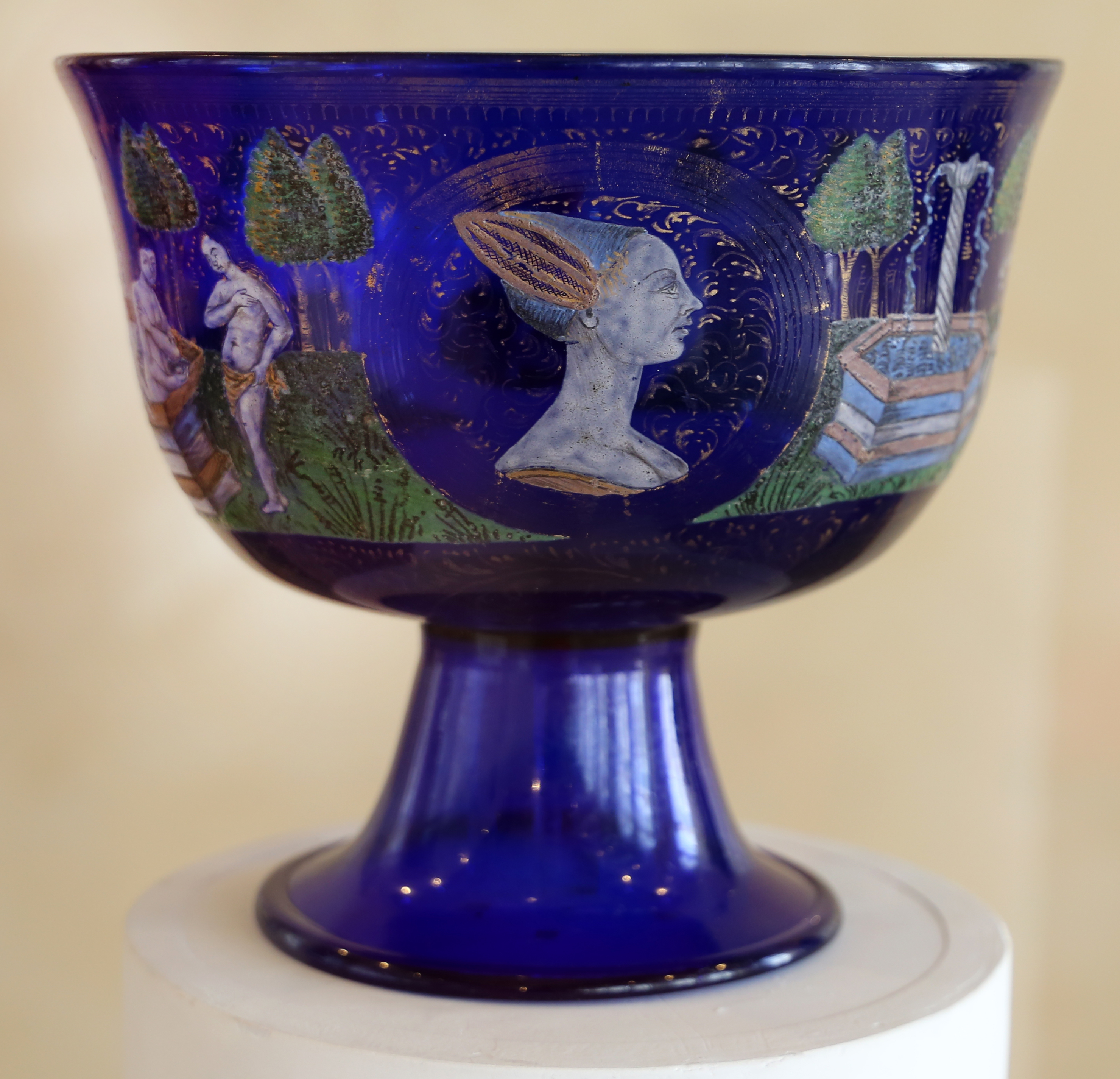
Angelo Barovier, coupe nuptiale

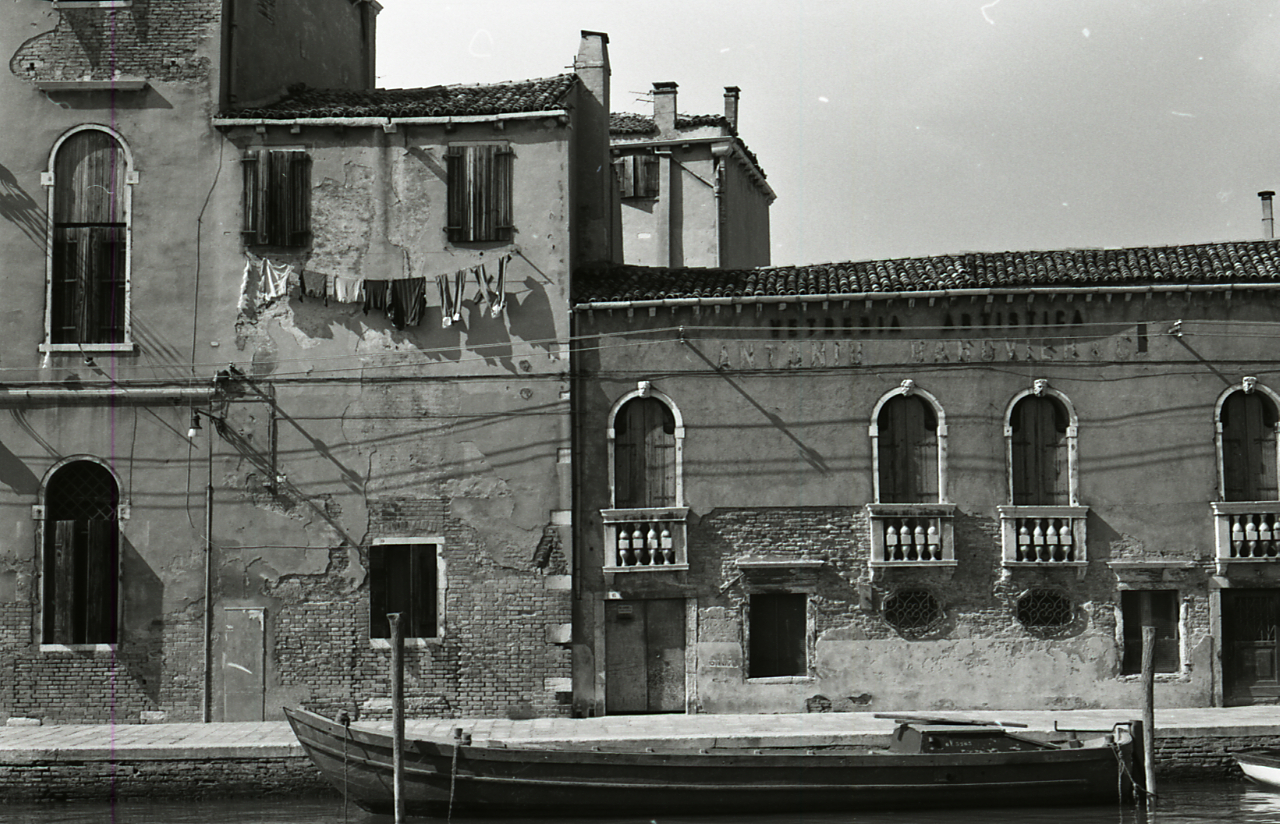
Ancienne maison de la verrerie artistique d'Antonio Barovier à Murano (à droite). Photo par Paolo Monti, 1968.

"Le patronyme ne sonne guère italien. Et pour cause, il vient du Berry, comme ces gens d'armes remerciés par des terres pour avoir bien défendu le seigneur de Castelfranco Veneto, localité proche de Venise. Les Barovier se lancent dans l'exploitation du verre et s'installent au XIVe siècle sur l'île de Murano, où les doges ont confiné les fours pour protéger Venise, voisine, dont la plupart des habitations étaient à l'époque construites en bois."
Bien que l’origine exacte de la famille Barovier soit incertaine, diverses sources laissent supposer qu’elle provient de la ville de Trévise, dans la région de Vénétie.
Un des membres de la famille Barovier les plus renommés fut Angelo, un maître verrier de la Renaissance mort en 1461. Angelo Barovier assuma des charges importantes au sein de la communauté de Murano et on lui doit une bonne partie du développement de l’activité verrière locale, outre l’introduction du verre dit « cristallin », comme l’atteste Le Filarète dans son traité d’architecture (Tratatto di Architettura). Sa fille Marietta crée pour sa part la technique de la « murrine », que Le Figaro décrit comme « un ensemble de six rangs de pâte de verre colorés chacun de manière différente, du blanc laiteux aux bleu et au rouge vifs dentés de blanc, et assemblés en forme de rosace ovoïde ».
Les Barovier ne se limitèrent pas au travail du cristal mais exécutèrent également des décorations à l’émail vitrifié recouvrant des pièces en verre translucide, qui produisaient un effet semblable aux peintures de l’époque. Un bel exemple est la Coppa Barovier, exposée aujourd'hui au musée du verre de Murano.
Dès 1878, la maison prend le nom Fratelli Barovier (Barovier Frères) sous l’impulsion de Benvenuto et Giuseppe Barovier. Puis elle devient Artisti Barovier. À la fin du XIXe siècle les frères Benvenuto et Giuseppe Barovier introduisent la fabrication des murrini fusi.
Ercole Barovier (1889-1972), dessinateur et chimiste, conçoit plus de 25 000 objets, dont les croquis sont conservés dans les archives de l'entreprise. En 1936, la famille Barovier s'associe avec celle des Toso, également verriers vénitiens. En 2015, Jacopo Barovier se résout à vendre 80 % des parts de la société à Rinaldo Invernizzi, alors qu'aucun de ses fils, ni ceux de Toso, ne souhaite reprendre l'affaire. Il reste toutefois PDG de l'entreprise, mais celle-ci ne lui appartient plus. Barovier quitte donc le club des Henokiens.